# Hilton Waikoloa Village USTA Challenger 2002
L'Hilton Waikoloa Village USTA Challenger 2002 è stato un torneo di tennis facente parte della categoria ATP Challenger Series nell'ambito dell'ATP Challenger Series 2002. Il montepremi del torneo era di $50 000 e si è svolto nella settimana tra il 22 gennaio e il 27 gennaio 2002 su campi in cemento. Il torneo si è giocato a Waikoloa negli Stati Uniti.

## Vincitori

### Singolare
James Blake ha sconfitto in finale  Martin Verkerk con il punteggio di 6–2, 6–3.

### Doppio
Gabriel Trifu /  Glenn Weiner hanno sconfitto in finale  James Blake /  Justin Gimelstob con il punteggio di 6–4, 4–6, 6–4.